# Венгерский национальный филармонический оркестр
Венгерский национальный филармонический оркестр (венг. Magyar Nemzeti Filharmonikus Zenekar) — венгерский симфонический оркестр, базирующийся в Будапеште. Основан в 1923 г. как Столичный оркестр (венг. Székesfővárosi Zenekar); в дальнейшем назывался Венгерским государственным симфоническим оркестром, в 1998 г. приобрёл нынешнее наименование.
Профессиональный рост оркестра начался на рубеже 1940-50-х гг. под руководством Ласло Шомодьи и некоторое время делившего с ним руководящие обязанности Ференца Фричая, а также выдающихся приглашённых дирижёров — Отто Клемперера и Антала Дорати. Расцвет оркестра связан с более чем 30-летним руководством Яноша Ференчика.

## Руководители оркестра
- Дежё Бор (1923—1939)
- Ласло Шомодьи (1945—1952)
- Янош Ференчик (1952—1984)
- Кэнъитиро Кобаяси (1987—1997)
- Золтан Кочиш (1997—2016)
- Жолт Хамар (с 2016)